# Johann Mihály Fuss
Johann Mihály (o Michael) Fuss ( 1814 - 1883 ) fue un teólogo, botánico, y micólogo húngaro. Realizó expediciones botánicas por Europa, y enfáticamente en Rumania.

## Algunas publicaciones
- 1866. Flora transsilvaniae excursoria

## Honores

### Eponimia
Género
- (Poaceae) Fussia Schur[2]

Especies
- (Asteraceae) Carduus fussii Kern. ex Simonk.[3]

- (Asteraceae) Cineraria fussii Griseb. & Schenk[4]

- (Asteraceae) Crepis fussii Kovats ex Janka[5]

- (Illecebraceae) Scleranthus fussii Rchb.[6]

- (Lamiaceae) Mentha fussii Trautm.[7]

- (Rosaceae) Potentilla fussii Romer[8]

- La abreviatura «Fuss» se emplea para indicar a Johann Mihály Fuss como autoridad en la descripción y clasificación científica de los vegetales.[9]